# Lodewijk Elzevier

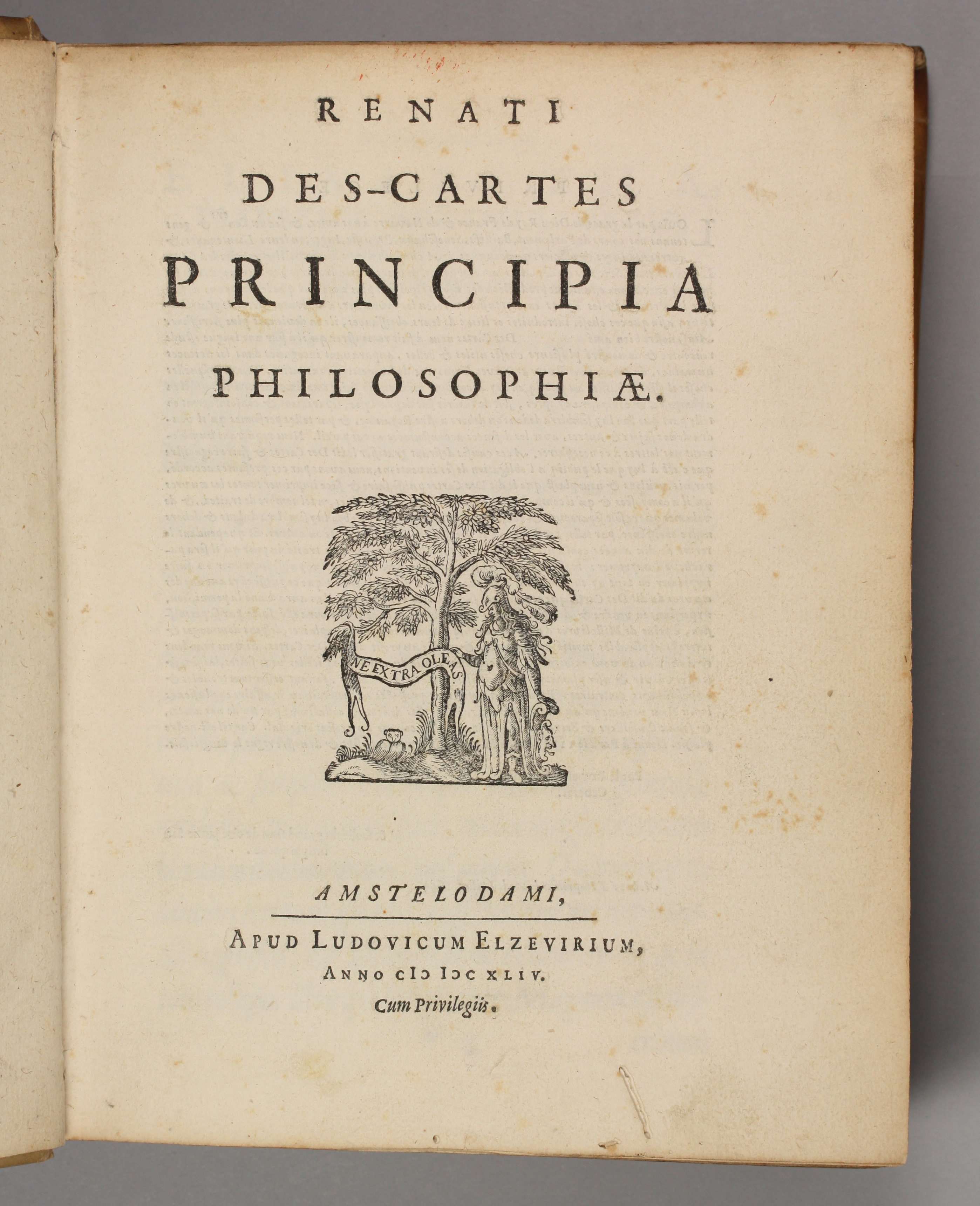
Karta tytułowa dzieła Kartezjusza: Principia philosophiae, Lodewijk Elzevier, Amsterdam, 1644

Lodewijk Elsevier (ur. 1540, zm. 1617) – niderlandzki księgarz i wydawca.
Z powodów sympatyzowania z kalwinistami był zmuszony do opuszczenia rodzinnego miasta Lowanium w Brabancji. W 1580 osiadł w Lejdzie jako pracownik uniwersytecki i introligator. W 1583 założył księgarnię naukową, wydawał dzieła klasyczne: łacińskie, greckie, hebrajskie, francuskie i włoskie. Potomkowie Elseviera kontynuowali jego dzieło i rozwijali księgarnio-drukarnię aż do roku 1712.